# Steffen Schlinker
Steffen Schlinker (* 1965) ist ein deutscher Rechtswissenschaftler und Rechtshistoriker.

## Leben
Er studierte Rechtswissenschaften an der Universität Würzburg. Von 1991 bis 1994 war er wissenschaftlicher Mitarbeiter, von 1994 bis 1995 und von 2001 bis 2007 wissenschaftlicher Assistent am Institut für deutsche und bayerische Rechtsgeschichte, bürgerliches Recht und Handelsrecht der Universität Würzburg bei Dietmar Willoweit. Von 1997 bis 2001 war er als Rechtsanwalt in einer mittelständisch orientierten Anwaltskanzlei in Hannover tätig. Nach der Promotion 1998 in Würzburg zum Dr. iur. und der Habilitation 2007 ebenda ist er dort seit Juni 2014 außerplanmäßiger Professor. Seit 2007 vertrat er Lehrstühle an deutschen Universitäten Berlin, Frankfurt am Main und München. Von 2014 bis 2018 war er Lehrstuhlvertreter an der Universität Passau. Seit 2016 vertritt er den Lehrstuhl für Bürgerliches Recht, Medizinrecht, Arbeitsrecht und Rechtsgeschichte an der Universität Greifswald. Er ist Mitglied in der Vereinigung für Verfassungsgeschichte.

## Schriften (Auswahl)
- Fürstenamt und Rezeption. Reichsfürstenstand und gelehrte Literatur im späten Mittelalter. Köln 1999, ISBN 3-412-00999-7.
- Litis contestatio. Eine Untersuchung über die Grundlagen des gelehrten Zivilprozesses in der Zeit vom 12. bis zum 19. Jahrhundert. Frankfurt am Main 2008, ISBN 978-3-465-04054-5.
- mit Hannes Ludyga und Andreas Bergmann: Privatrechtsgeschichte. Ein Studienbuch. München 2019, ISBN 3-406-73124-4.
- mit Dietmar Willoweit: Deutsche Verfassungsgeschichte. Vom Frankenreich bis zur Wiedervereinigung Deutschlands. Ein Studienbuch. Mit einer Zeittafel und einem Kartenanhang. München 2019, ISBN 3-406-72635-6.